# Linda Algotsson

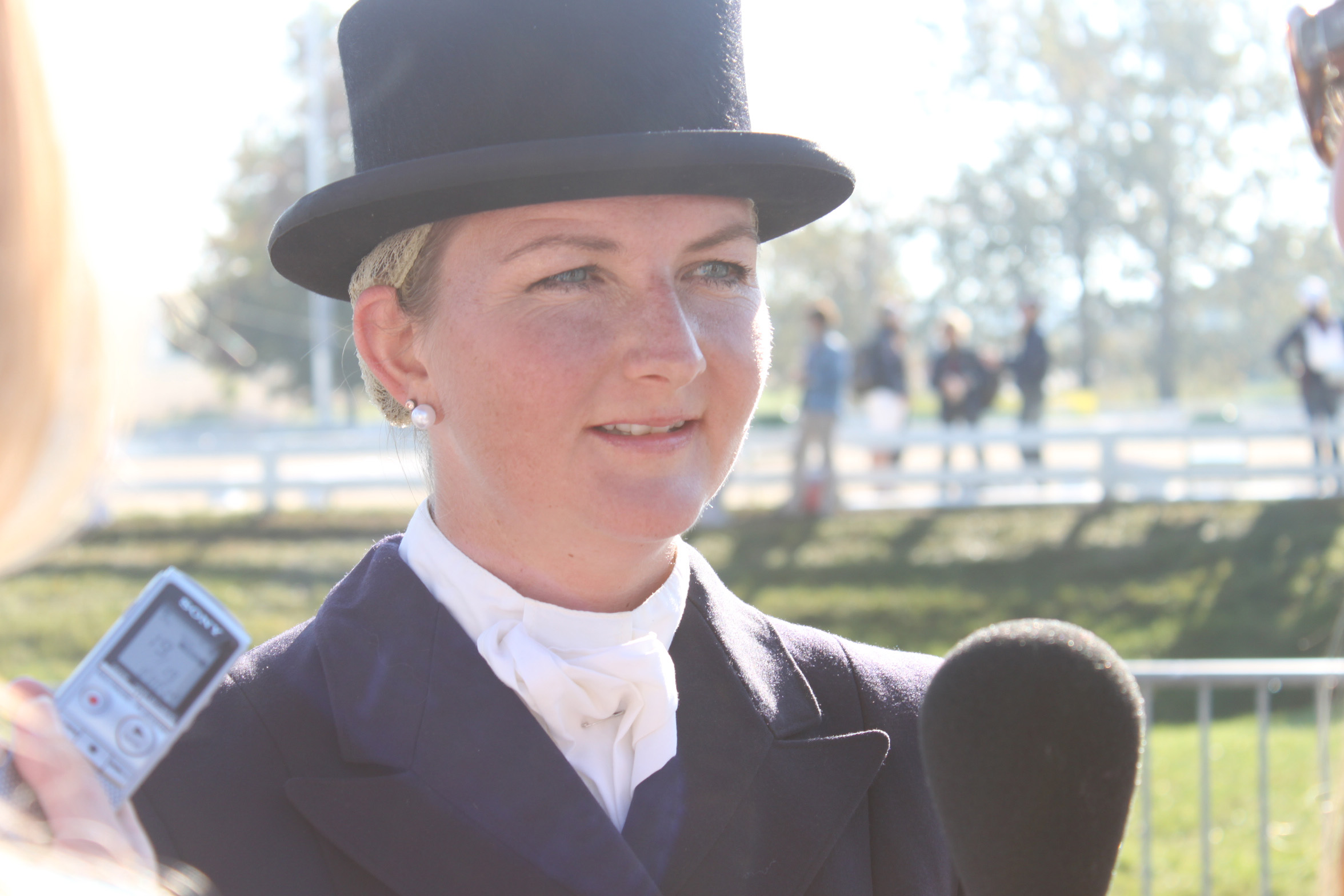
Linda Algotsson (2010)

Linda Algotsson (* 22. März 1972 in Lyckeby) ist eine schwedische Vielseitigkeitsreiterin.

## Werdegang

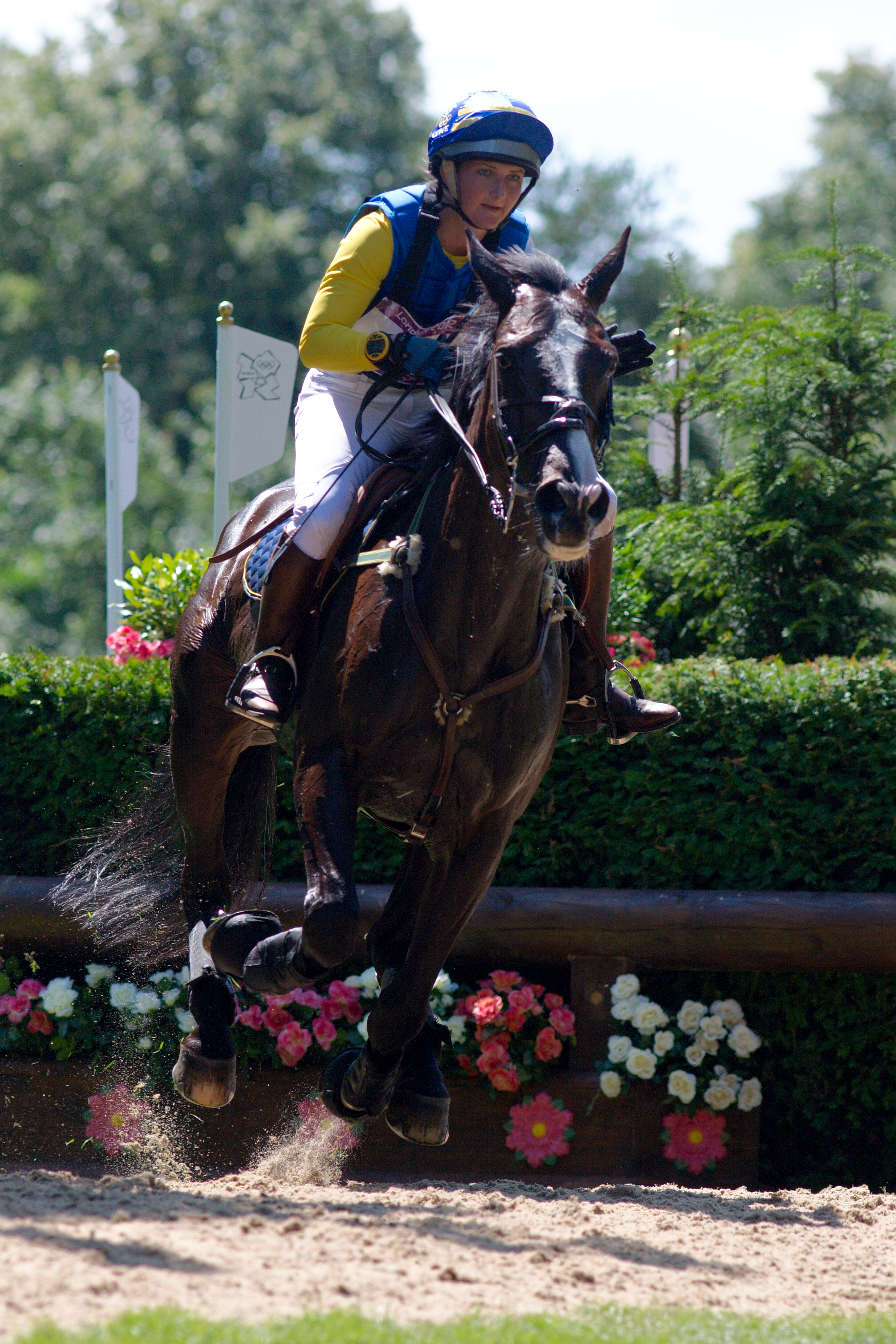
Linda Algotsson und La Fair bei den olympischen Sommerspielen 2012

Linda Algotsson begann früh auf dem elterlichen Hof mit dem Reiten. Mit 16 Jahren begann sie Vielseitigkeitsprüfungen zu reiten.
Im Jahr 1996 bestritt Linda Algotsson mit Lafayette ihre ersten Olympischen Sommerspiele, seitdem ist sie regelmäßig Teil schwedischer Mannschaften bei Olympischen Spielen, Welt- und Europameisterschaften. Ihre größten Einzelerfolge errang Algotsson zwischen 1999 und 2004, jeweils mit Stand by me: 1999 und 2003 wurde sie Vize-Europameisterin in der Einzelwertung, 2003 und 2004 gewann sie das Weltcupfinale.
Im Jahr 2016 startete sie in Rio de Janeiro gemeinsam mit ihrer Schwester Sara Algotsson-Ostholt bei ihren fünften Olympischen Spielen.
Sie trainiert bei Elizabeth Lundholm.

## Privates
Algotsson stammt aus einer Reiterfamilie. Ihre Schwester Sara ist ebenfalls eine erfolgreiche Vielseitigkeitsreiterin.

## Pferde (Auszug)
aktuelle:
- Fairnet (* 2006), brauner Schwedischer Wallach, Vater: Feliciano, Dalby Jaguar xx, Züchter & Besitzer: Margareta Algotsson[2]

ehemalige Turnierpferde:
- La Fair (* 1997), dunkelbraune Schwedische Stute, Vater: Labrador 588, Muttervater: Prince Fair xx, Züchter & Besitzer: Margareta Algotsson[3]
- My Fair Lady (* 1992), dunkelbraune Schwedische Stute, Vater: Testarossa, Muttervater: Prince Fair xx xx[4]
- Stand by me (* 1990), brauner Schwedischer Wallach, Vater: Stanford, Muttervater: Prince Fair xx[5]
- Lafayette

## Erfolge

### Championate und Weltcup
- Olympische Sommerspiele:
  - 1996, Atlanta: mit Lafayette 7. Platz mit der Mannschaft
  - 2004, Athen: mit Stand by me 9. Platz mit der Mannschaft und 42. Platz im Einzel
  - 2008, Hongkong: mit Stand by me 4. Platz mit der Mannschaft und 13. Platz im Einzel
  - 2012, London: mit La Fair 4. Platz mit der Mannschaft und 36. Platz im Einzel
  - 2016, Rio de Janeiro: mit Fairnet 11. Platz mit der Mannschaft und 45. Platz im Einzel

- Weltreiterspiele:
  - 1994, Den Haag: mit Lafayette 43. Platz im Einzel
  - 1998, Rom: mit Lafayette 5. Platz mit der Mannschaft und 13. Platz im Einzel
  - 2002, Jerez de la Frontera: mit Stand by me 8. Platz mit der Mannschaft und 26. Platz im Einzel
  - 2006, Aachen: mit My Fair Lady 5. Platz mit der Mannschaft und 35. Platz im Einzel
  - 2010, Lexington KY: mit Stand by me 10. Platz mit der Mannschaft, in der Einzelwertung ausgeschieden

- Europameisterschaften:
  - 1989, Lausanne (Junioren): mit Caliph 2. Platz mit der Mannschaft und 7. Platz im Einzel
  - 1999, Luhmühlen: mit Stand by me 5. Platz mit der Mannschaft und 2. Platz im Einzel
  - 2003, Punchestown: mit Stand by me 8. Platz mit der Mannschaft und 2. Platz im Einzel
  - 2005, Blenheim: mit My Fair Lady 4. Platz mit der Mannschaft und 15. Platz im Einzel
  - 2009, Fontainebleau: mit My Fair Lady 11. Platz im Einzel (EInzelreiterin außerhalb der Mannschaft)
  - 2013, Malmö: mit La Fair in der Einzelwertung beim zweiten Vet-Check ausgeschieden

- Weltcupfinale:
  - 2003, Pau: 1. Platz mit Stand by me
  - 2004, Pau: 1. Platz mit Stand by me
  - 2005, Malmö: 25. Platz mit Fair Dobbin
  - 2006, Malmö: ausgeschieden mit Stand by me
  - 2009, Strzegom: 19. Platz mit Stand by me[1]